# Tushpa

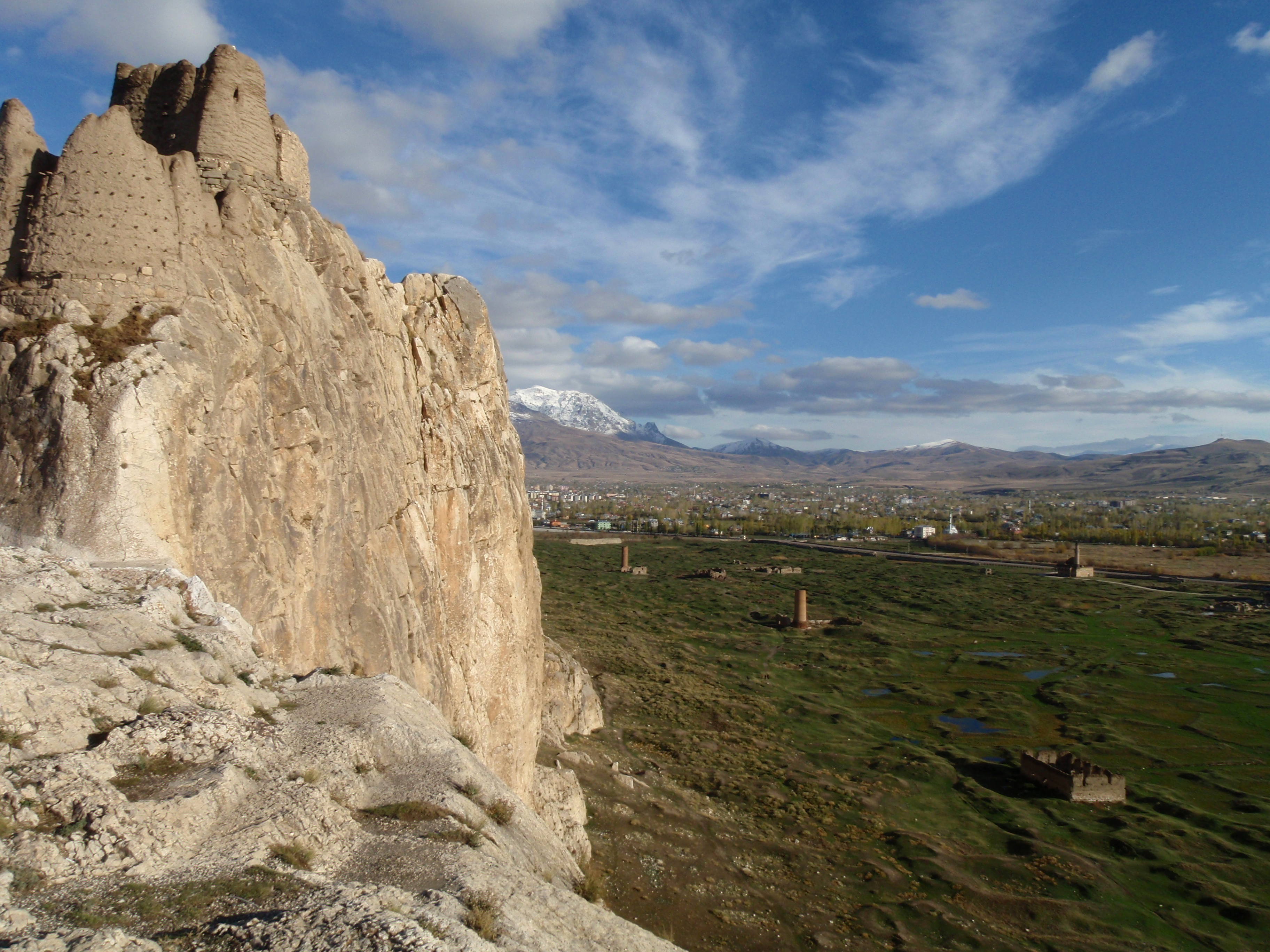
La ciudadela de Van y las ruinas de Tushpa al lado.

Tushpa (armenio: Տոսպ Tosp, asirio: Turuspa, en turco: Tuşpa: Tuşpa) fue en el siglo IX a. C.. la capital de Urartu, más tarde será conocido por el nombre de Van que es derivado de Biaina, el nombre nativo de Urartu. Las ruinas están situadas justo al oeste de Van y al este del lago de Van, en la provincia de Van de Turquía.

## Historia
Excavaciones y estudios arqueológicos llevados a cabo en la provincia de Van indican que la historia de los asentamientos humanos en esta región se remonta por lo menos hasta 5000 a.c.. El montículo Tilkitepe situado a lo largo de las orillas del lago Van, a pocos kilómetros al sur de la ciudadela de Van, es la única fuente de información conocida acerca de las culturas más antiguas de Van, las anteriores a la fundación de Tushpa.

### Reino de Urartu
Tushpa fue la capital del reino de Urartu en el siglo noveno a.c.. El establecimiento temprano se concentra en el acantilado escarpado unilateral ahora conocido como la fortaleza de Van (Van Kalesi), no muy lejos de las orillas del lago Van y unos pocos kilómetros al oeste de la moderna ciudad de Van. 
La fortaleza de Van es una fortificación masiva de piedra construida por el antiguo reino de Urartu y construida desde el siglo IX a. C. al siglo VIII a. C. Ubicada en lo alto de Tushpa, es el mayor ejemplo de este tipo de complejos. Una serie de fortificaciones similares se construyeron en todo el reino de Urartu, generalmente cortado laderas y afloramientos en lugares que hoy en día pertenecen a Armenia, Turquía e Irán. Los sucesivos grupos tales como los armenios, romanos, medos, persas aqueménida y sasánidas, árabes, selyúcidas, otomanos y rusos controlaron la fortaleza en un momento u otro. 
Las partes más bajas de las paredes de ciudadela del Van estuvieron construidas en basalto sin argamasa, mientras que el resto fue construido de ladrillos de barro. Estas fortalezas fueron utilizadas para el control regional, en lugar de defensa contra los ejércitos extranjeros. Las antiguas ruinas de los muros de apoyo de la fortaleza fueron construida durante la Edad Media. Otras inscripciones cuneiformes se han encontrado solo en lugares fuera del alcance humano debido al vandalismo.
En la inscripción trilingüe de Behistun, tallada por orden de Darío el Grande de Persia, el país conocido como Urartu en Babilonia se llama Armenia en el persa antiguo.

### Dinastía Orontida de Armenia e Imperio Persa
La región quedó bajo el control de los armenios Orontidas en el siglo séptimo aC y más tarde los persas en la mitad del siglo sexto a.c..

Inscripción de Jerjes cerca de la ciudadela de Van

Una inscripción trilingüe estereotipada de Jerjes el Grande del siglo quinto aC está inscrita en una sección suavizada de la roca, a unos 20 m sobre el suelo cerca de la fortaleza de Van. El nicho fue tallado originalmente por el padre de Jerjes, el rey Darío en el siglo sexto-quinto, pero dejó el espacio en blanco de superficie. La inscripción sobrevive en casi perfecto estado y se divide en tres columnas de 27 líneas escritas en (de izquierda a derecha) el persa antiguo, babilonio y elamita. Además de las inscripciones de Darío el Grande en Suez, es la única inscripción real aqueménida situada fuera de Irán. Establece que:

"Un gran dios es Ahura Mazda, el mayor de los dioses, que creó esta tierra, que creó este cielo, que creó al hombre, que creó la felicidad para el hombre, que hizo al rey Jerjes, un rey para todos, un gobernante para todos.

Soy Jerjes, el gran rey, el rey de reyes, rey de todo tipo de pueblos con todo tipo de orígenes, rey de esta tierra grande y amplia, el hijo del rey Darío, el aqueménida. 

Rey Jerjes dijo: el rey Darío, mi padre, por la gracia de Ahura Mazda construido mucho de lo que era bueno, y dio órdenes para cavar este nicho, pero porque él no hizo una inscripción, yo ordenó esta inscripción que se hizo. 

Que Ahura Mazda y los otros dioses me protejan, a mi reino, y lo que han hecho."

### Alejandro Magno, el Imperio Seléucida y el Reino de Armenia
En 331 aC, Tushpa fue conquistada por Alejandro Magno y después de su muerte se convirtió en parte del Imperio seléucida. A principios del segundo siglo aC era parte del Reino de Armenia. Se convirtió en un centro importante durante el reinado del rey armenio Tigranes II, quien fundó la ciudad de Tigranakert en el siglo I. Esta región estuvo gobernada por la dinastía arsácida de Armenia antes del siglo IV d. C.. En la Historia de Armenia atribuida a Moisés de Corene, la ciudad se llama Tosp, del Urartiano Tushpa.

### Imperio Bizantino y Reino de Vaspurakan
El imperio Bizantino mantuvo brevemente la región de 628 a 640, después de lo cual fue invadida por los árabes musulmanes, que consolidó sus conquistas como la provincia de Ermeniye. La disminución del poder árabe permitió a los gobernantes armenios locales resurgir, con la dinastía Artsruni que pronto llegó a convertirse en la más poderosa. Inicialmente dependiente en los gobernantes del Reino de Ani, declararon su independencia en 908, fundando el reino de Vaspurakan. El reino no tuvo capital fija: el tribunal se movería con el rey transfiriendo su residencia de un lugar a otro, como ciudad de Van, Vostan, Aghtamar, etc. En 1021 el último rey de Vaspurakan, John-Senekerim Artsruni, cede su reino entero al imperio bizantino, quién estableció el tema de Vaspurakan en el anteriores territorios Artsruni.

### Imperio selyúcida
Las incursiones de los turcos selyúcidas en Vaspurakan comenzaron en el 1050. Después de su victoria en 1071 en la batalla de Manzikert toda la región cayó bajo su control. Tras ellos, los gobernantes musulmanes locales surgieron, como los Ahlatshahs y los Ayubíes (1207). Durante un período de 20 años, Van estaba en manos del Sultanato de Rum hasta la década de 1240, cuando fue conquistada por los mongoles. En el siglo XIV, Van fue dominada por el Kara Koyunlu, y más tarde por los Timuridas.

### Imperio Otomano
La primera mitad del siglo XV vio la región de Van convertida en una tierra de conflictos entre el imperio otomano y el imperio persa safavida. Los safavidas capturaron Van en 1502. Los otomanos tomaron la ciudad en 1515 y se mantuvieron por un período corto. Los Safavidas la tomaron de nuevo en 1520 y los otomanos ganaron el control definitivo de la ciudad en 1548. Primero, hicieron a Van un sanjak dependiente del eyalato de Erzurum, y más tarde en un eyalet separado, el de Van aproximadamente en 1570.
Hacia la segunda mitad del siglo XIX, Van empezó a desempeñar un papel más importante en la política del Imperio Otomano por su ubicación cercana a las fronteras con los persas y rusos, así como su proximidad a Mosul. En el Genocidio Armenio, toda la zona de la ciudad, con excepción de la única mezquita que había, fue destruida por los turcos musulmanes en 1917.